# Magnus Kihlstedt
Magnus Kihlstedt (* 29. Februar 1972 in Munkedal, Schweden) ist ein ehemaliger schwedischer Fußballtorhüter.

## Laufbahn
Kihlstedt spielte in der Jugend bei Munkedals IF, ehe er bei IK Oddevold seinen ersten Profivertrag unterzeichnete. 1997 wechselte er in die norwegische Tippeligaen zu Lillestrøm SK, wo er zwei Spielzeiten aktiv war. 1999 wechselte er zum Ligarivalen Brann Bergen, wo er 2000 Vizemeister wurde. 2001 ging er nach Dänemark zum FC København. Mit dem Verein wurde er 2003 und 2004 dänischer Meister, 2004 gelang zudem der Pokalsieg. 2005 beendete er seine Karriere.
Kihlstedt hütete seit seinem Debüt 1998 gegen die Vereinigten Staaten insgesamt 13 Mal das Tor der schwedischen Nationalmannschaft. Als Ersatzmann für Magnus Hedman stand er im Kader der Nationalmannschaft bei der Weltmeisterschaft 2002. Auch bei der Europameisterschaft 2004 war er Teil des schwedischen Kaders, musste diesmal jedoch Andreas Isaksson den Vorzug lassen.
| Personendaten    | Personendaten                |
| ---------------- | ---------------------------- |
| NAME             | Kihlstedt, Magnus            |
| KURZBESCHREIBUNG | schwedischer Fußballtorhüter |
| GEBURTSDATUM     | 29. Februar 1972             |
| GEBURTSORT       | Munkedal, Schweden           |